# Unidos da Tijuca
La Unidos da Tijuca (nome completo Grêmio Recreativo Escola de Samba Unidos da Tijuca) è una scuola di samba di Rio de Janeiro che proviene da diverse zone del quartiere Tijuca. Vinse il Carnevale di Rio negli anni 1936, 2010, 2012 e 2014.

## Storia

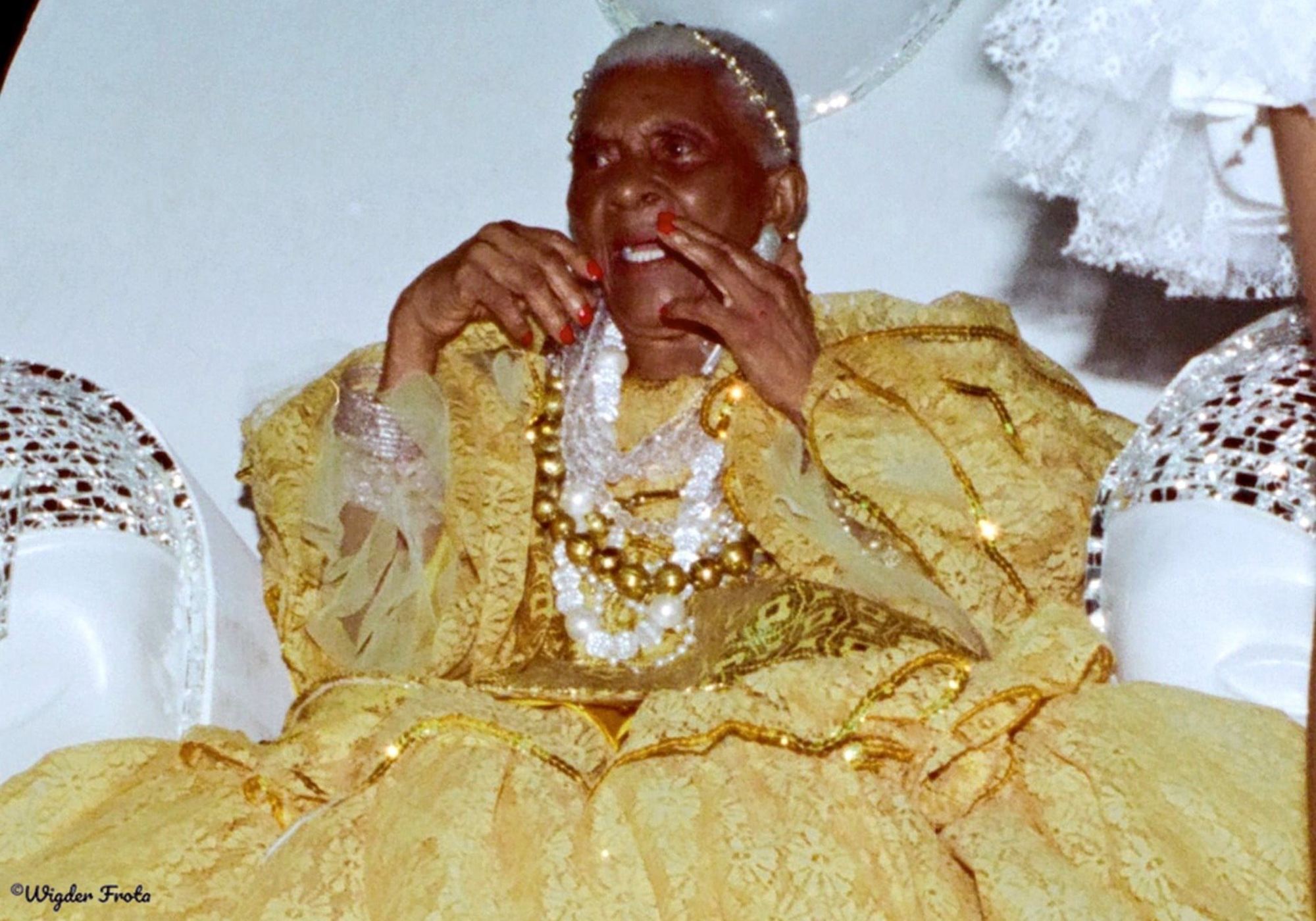
Dona Regina, una delle fondatrici della scuola, in una sfilata del 1993

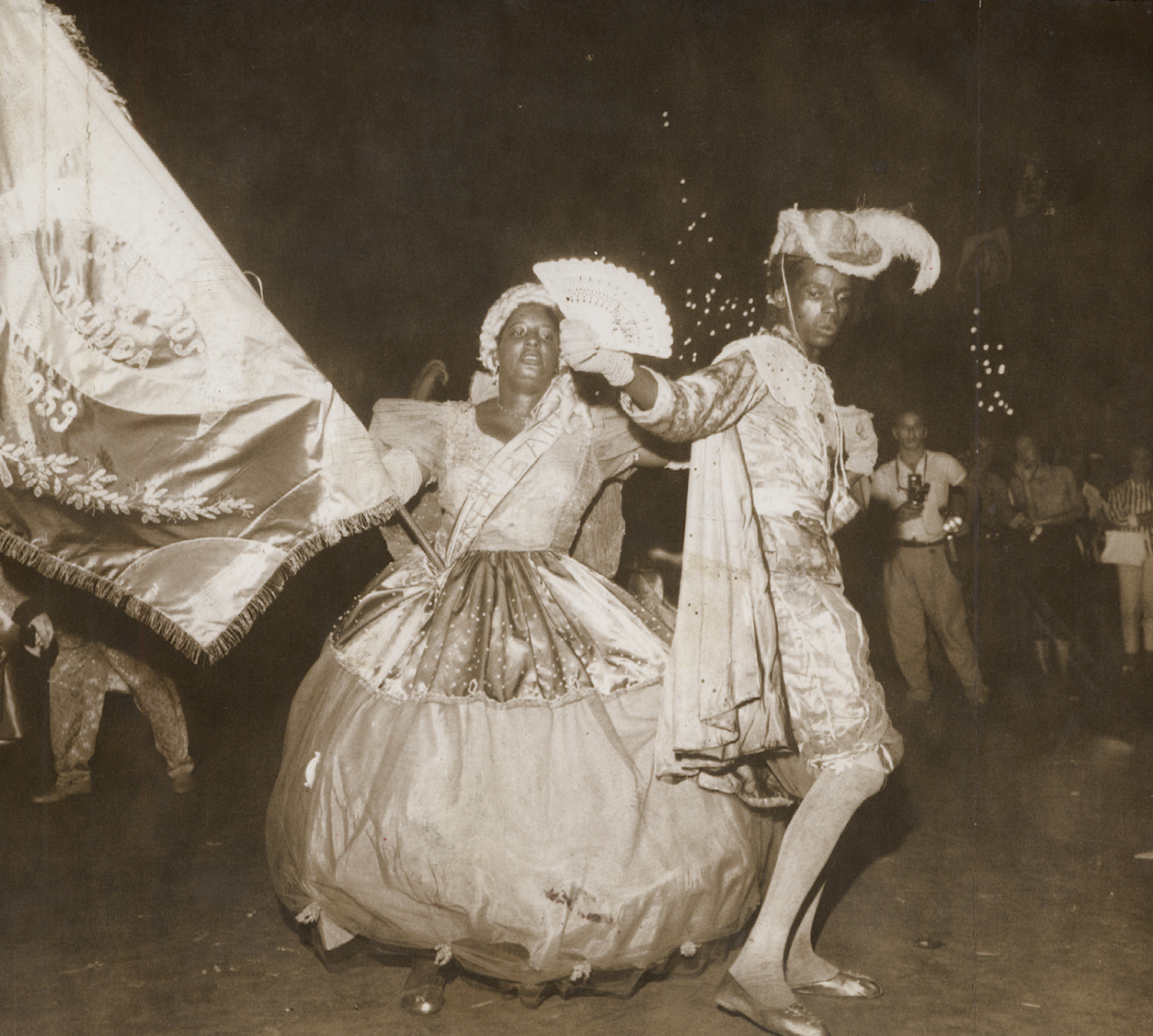
1960 Unidos da Tijuca Parade

Fondata da Bento Vasconcelos, la Unidos da Tijuca è nata il 31 dicembre 1931; è la quarta scuola di samba per anno di fondazione (dopo Lets Talk, Portela e Mangueira). L'associazione è stata creata dalla fusione di quattro blocchi esistenti tra le colline di Casa Branca, Formiga, Borel e Ilha dos Velhacos.
In origine la maggior parte dei suoi componenti erano operai della fabbrica di sigarette Souza Cruz, delle fabbriche tessili Maracanã e Covilhã, del lanificio Alto da Boa Vista.
La Unidos da Tijuca ha come suoi colori ufficiali il blu e il giallo.
Nel 2014 ha dedicato il tema della sfilata ad Ayrton Senna, vincendo la competizione tra le 12 scuole in gara. Fra i suoi sostenirori c'è anche la ex compagna del pilota Adriane Galisteu.